# Carlo Belleo
Carlo Belleo (Ragusa, XVI secolo – Padova, 8 ottobre 1580) è stato un filosofo italiano.

## Biografia
Potrebbe far parte dell'antica famiglia aristrocratica dei Bellio-Caprera, tuttavia mancano riferimenti storici certi. Fu fratello di Teodoro Belleo, fu monaco dell'Ordine dei frati minori conventuali nel convento di San Francesco a Ragusa. Eletto provinciale il 10 gennaio 1568, si dimise il 4 dicembre successivo.
Divenne un illustre filosofo, insegnando metafisica all'Università di Catania.
In seguito si trasferì a Padova dove gli fu offerta la cattedra di filosofia. Pubblicò  un Dialogo per la Gerusalemme di Torquato Tasso.

## Opere
- (LA)  fratris Caroli Billei Siculi, De secundarum intentionum natura tractatus (postumo), pubblicato da Nicolò degli Oddi (Nicola Oddo), dedicato a papa Sisto V, Venetiis, apud Franciscum de Franciscis, 1589 (on line).[6]
- (LA)  Car. Bellei, De multiplici sensu Sacrae Scripturae Tractatus (postumo), pubblicato in Antonio Possevino, Apparatus sacer ad scriptores veteris, & noui Testamenti ..., Venetiis, apud Societatem Venetam, tomo I, 1606.[7]. Altra edizione: tomo I, Colonia Agrippina, Apud Ioannem Gymnicum, 1608, p. 297, 892.
- (LA)  Formalitates Scoti, mss. letti ai monaci padovani di Santa Maria del Monte Oliveto.
- Carmina varia[8].